# Nesomyinae
Sous-famille
Nesomyinae est une sous-famille de rongeurs. Ces espèces sont endémiques de Madagascar.

## Liste des genres
Selon Mammal Species of the World (version 3, 2005)  (31 mai 2016) et ITIS (31 mai 2016) :
- genre Brachytarsomys
- genre Brachyuromys
- genre Eliurus
- genre Gymnuromys
- genre Hypogeomys
- genre Macrotarsomys
- genre Monticolomys
- genre Nesomys
- genre Voalavo